# Otus alfredi
Otus alfredi е вид птица от семейство Совови (Strigidae). Видът е застрашен от изчезване.

## Разпространение
Видът е разпространен в Индонезия.